# فرجينيا الغربية
فرجينيا الغربية أو فِرجنية الغربية (بالإنجليزية: West Virginia) هي ولاية تقع في منطقة أبالاشيان في جنوب الولايات المتحدة. وتحدها ولاية فرجينيا إلى الجنوب الشرقي، كنتاكي إلى الجنوب الغربي، أوهايو إلى الشمال الغربي، بنسلفانيا إلى الشمال، وماريلاند إلى الشمال الشرقي. فرجينيا الغربية هي تاسع أصغر ولاية في البلاد، وترتيبها الثامن والثلاثين من حيث السكان، وهي صاحبة ثاني أدنى دخل أسري بين الولايات الأمريكية الخمسين (بعد مسيسيبي). مدينة تشارلستون هي العاصمة وأكبر مدينة فيها.
أصبحت فرجينيا الغربية ولاية بعد مؤتمر ويلينغ عام 1861، التي قرر فيها مندوبون من بعض المحافظات الاتحادية في شمال غرب ولاية فرجينيا الانفصال عن الولاية خلال الحرب الأهلية الأمريكية، رغم أن الولاية الجديدة ضمت العديد من المقاطعات الانفصالية. وانضمت ولاية فرجينيا الغربية إلى الاتحاد في 20 يونيو 1863، وكانت ولاية رئيسية في الحرب الأهلية. كانت فرجينيا الغربية هي الولاية الوحيدة التي أسست من خلال الانفصال عن ولاية كونفدرالية، وأول ولاية تنفصل عن ولاية أخرى منذ انفصال ولاية مين عن ماساتشوستس، وكانت إحدى ولايتين تأسستا خلال الحرب الأهلية الأمريكية (الأخرى هي نيفادا).
ويصنف مكتب التعداد ورابطة الجغرافيين الأمريكيين  ولاية فرجينيا الغربية كجزء من جنوب الولايات المتحدة. يمتد الطرف الشمالي المتاخم لبنسلفانيا وأوهايو، الذي يضم مدينتي ويلينغ وويرتون في الولاية، عبر الحدود من منطقة بيتسبرغ الحضرية، في حين أن مدينة بلوفيلد في الجنوب تبعد أقل من 70 ميلا (110 كم) من ولاية كارولينا الشمالية. تقع هنتنغتون في الجنوب الغربي بالقرب من ولايتي أوهايو وكنتاكي، في حين تعتبر مرتينسبورغ وهاربرز فيري في منطقة الطرف الشرقي جزءا من منطقة واشنطن العاصمة الحضرية، بين ولايتي ماريلاند وفرجينيا. تم تضمين فرجينيا الغربية في العديد من المناطق الجغرافية بفضل موقعها الفريد، بما في ذلك الأطلسي الأوسط، وجنوب المرتفعات، وجنوب شرق الولايات المتحدة. وهي الولاية الوحيدة التي تقع تماما في المنطقة التي تخدمها لجنة أبالاش الإقليمية؛ تعرف المنطقة عادة باسم «أبالاشيا».
وتشتهر الولاية بجبالها وتلالها، وصناعات قطع الأشجار وتعدين الفحم والتي كانت ذات أهمية تاريخي. وهي إحدى أهم المناطق الكارستية في العالم، مما يجعلها محل اختيار العديد من النشاطات الترفيهية والعلمية. وتعرف أيضا بمجموعة واسعة من النشاطات الترفيهية في الهواء الطلق، بما في ذلك التزلج والتجديف وصيد الأسماك والمشي والتنزه وركوب الدراجات الجبلية وتسلق الصخور والصيد.

## معالم الولاية
من أهم معالم الولاية مدينة هاربرز فري بمقاطعة جيفرسون شرقي الولاية علي جبال بلو ريدج عند نقطة التقاء نهري بوتوماك وشيناندوا والتي سميت باسم روبرت هاربر الذي كان أول من بدأ تشغيل عابرة لنقل الركاب عبر نهر بوتوماك عام 1747 ومن المعالم الأخرى للولاية النهر الجديد وينابيع بيركلي ومتحف دلف نورونا بمدينة ماوندز فيل وهو يحتوي على مجموعة متفردة من بقايا أثرية مقدسة.

## معرض صور

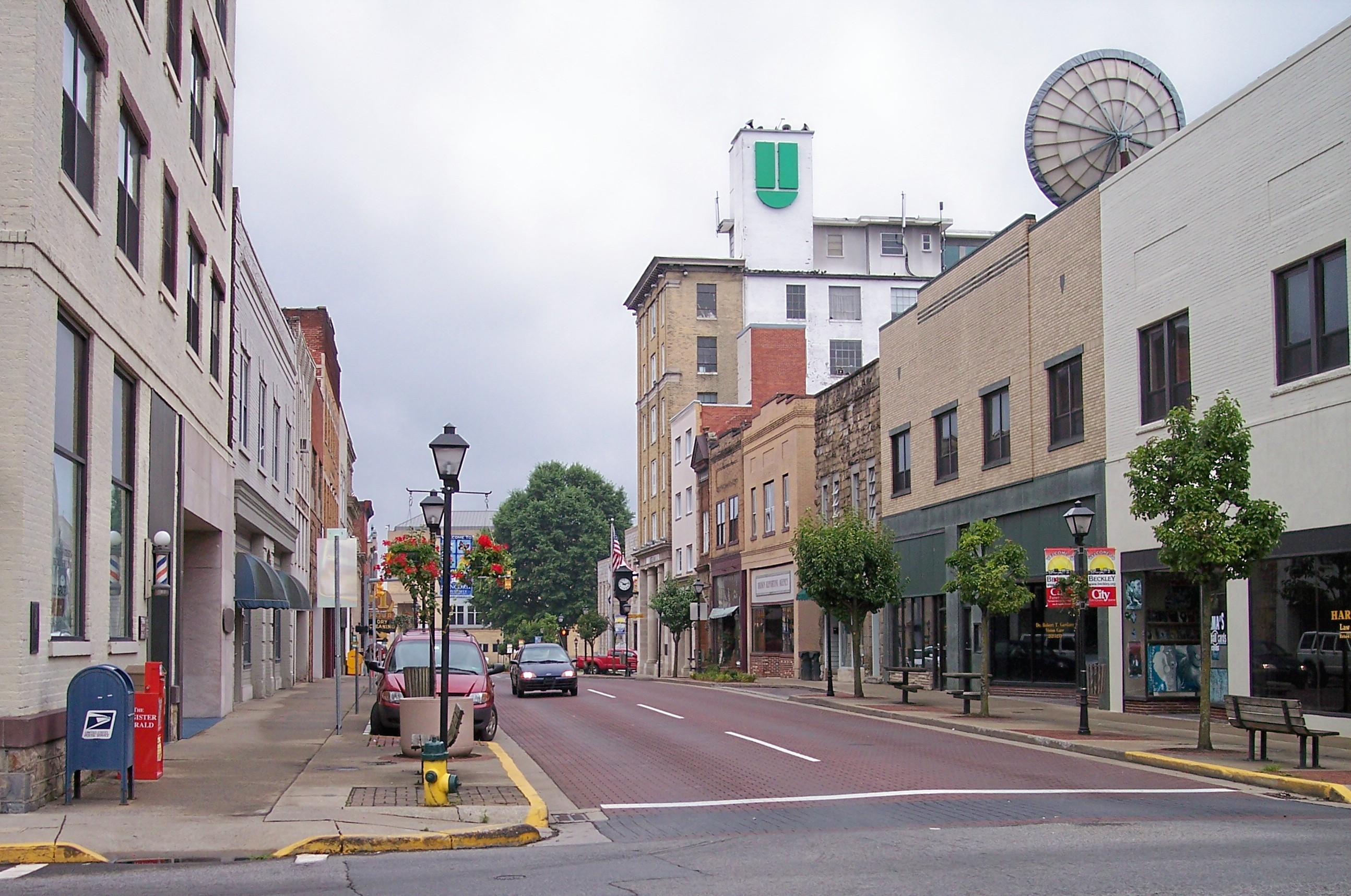
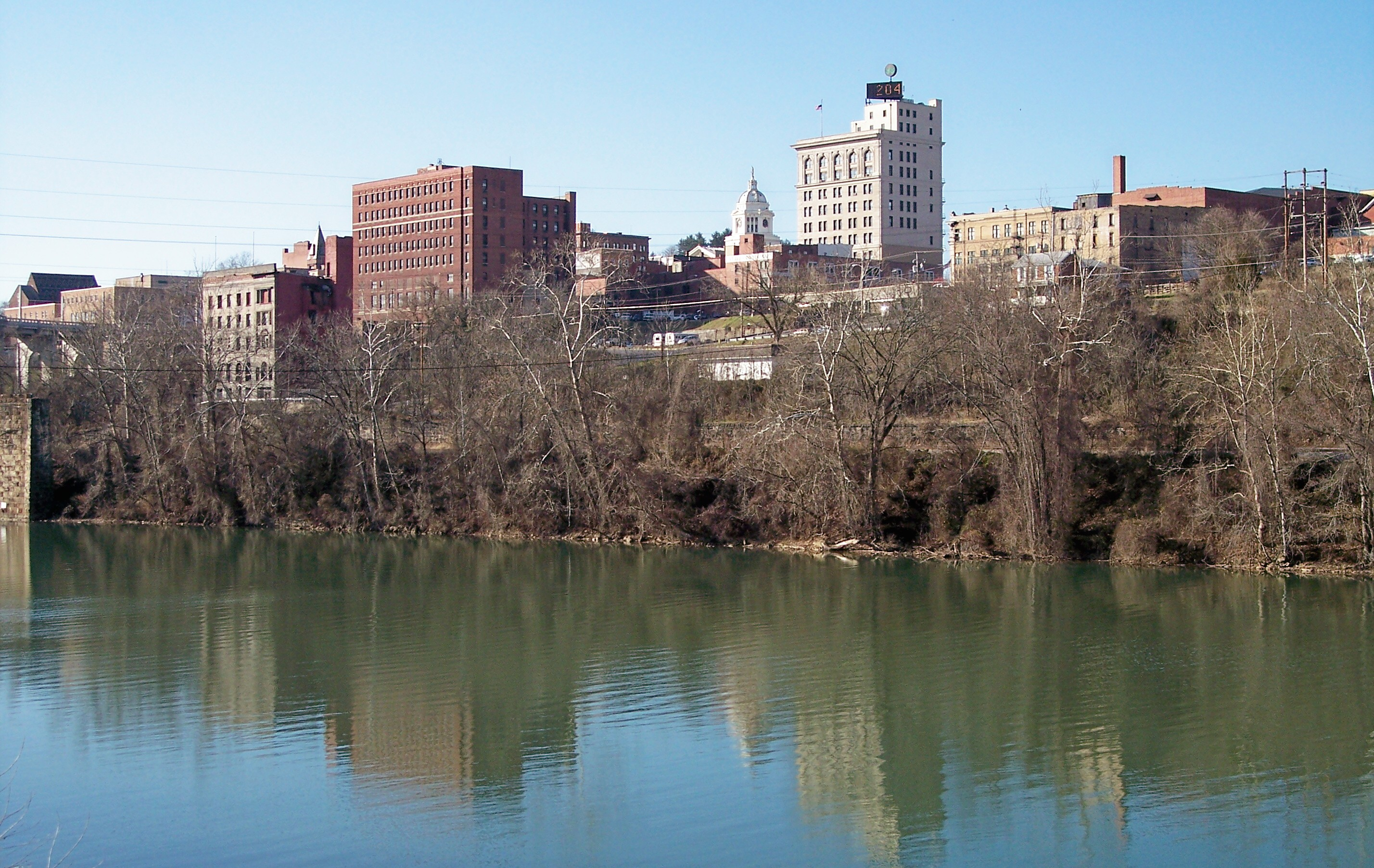
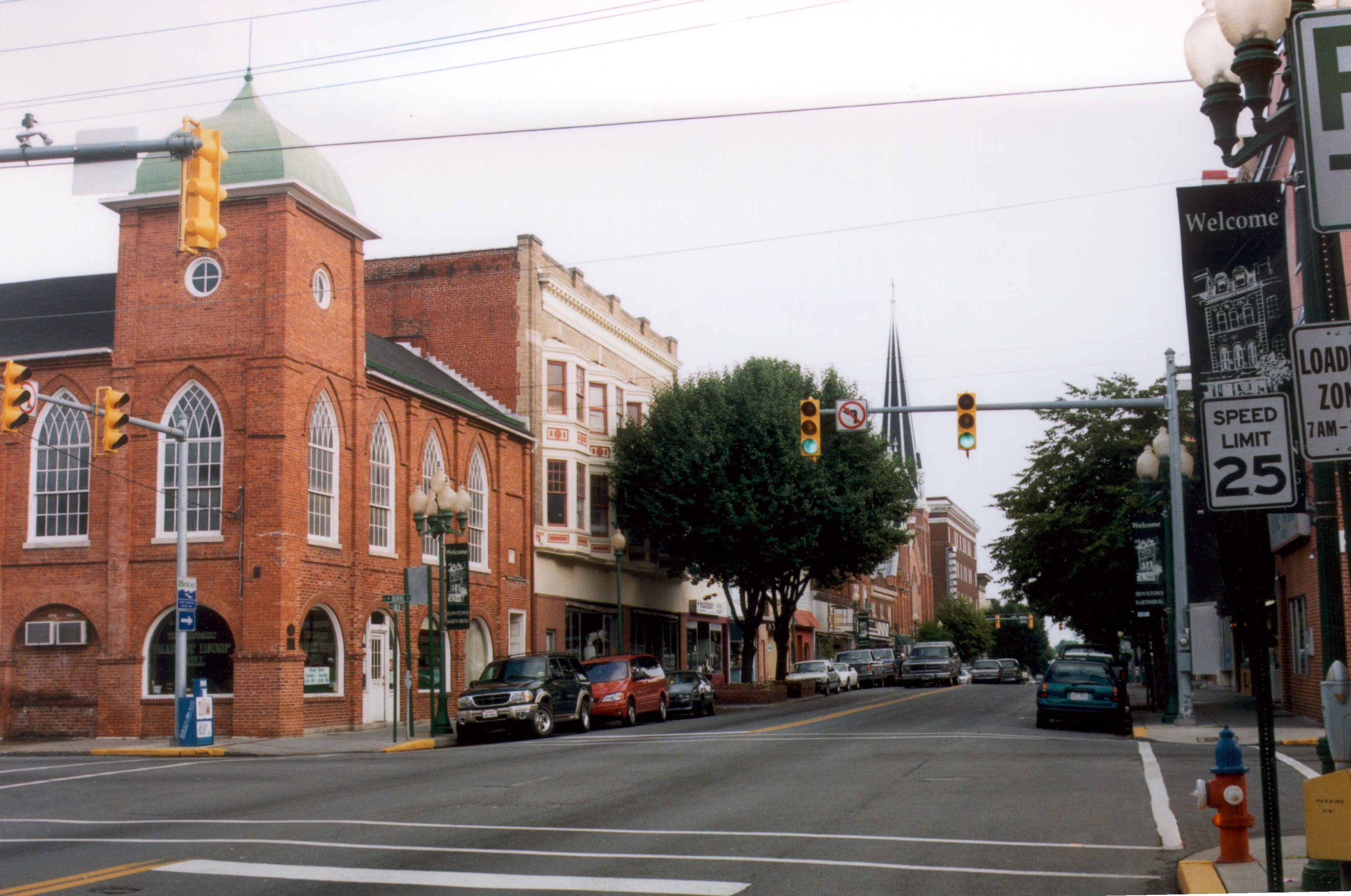
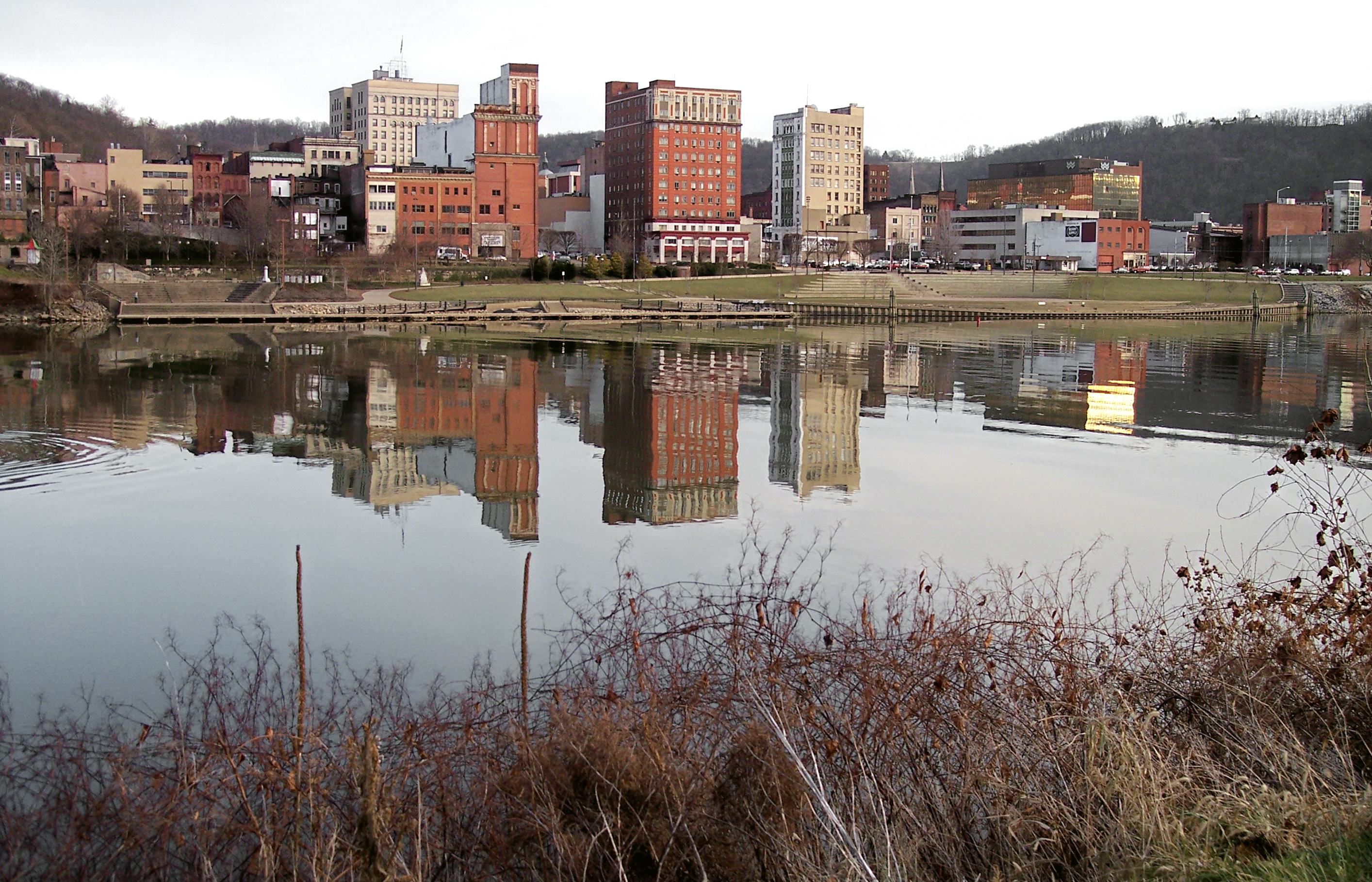
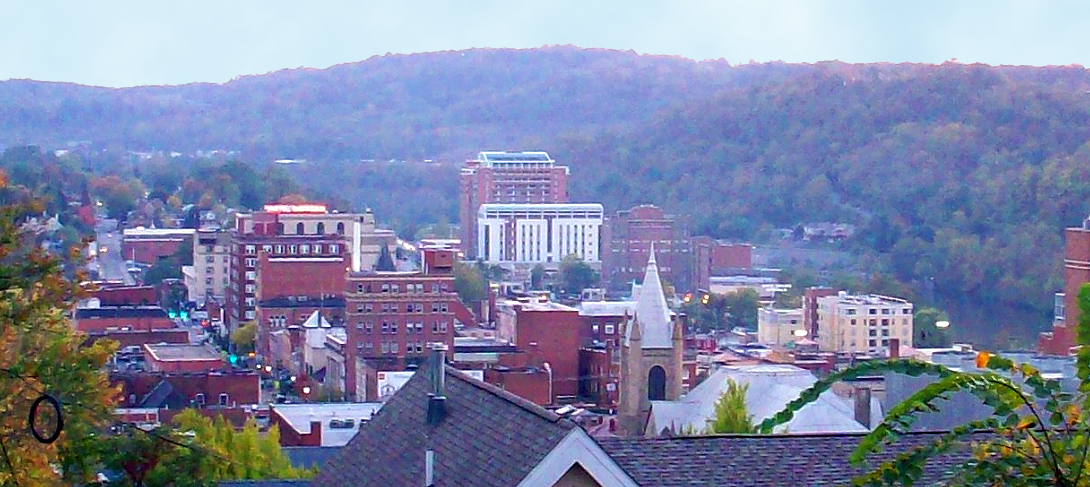